# Systropha martiali
Systropha martiali är en biart som beskrevs av Patiny och Michez 2007. Systropha martiali ingår i släktet Systropha och familjen vägbin. Inga underarter finns listade i Catalogue of Life.